# Autoritat de Transport Metropolità de València
L'Autoritat de Transport Metropolità de València (ATMV) és un consorci depenent de la Generalitat Valenciana encarregat de coordinar i planificar el transport públic de l'àrea metropolitana de València. Des de 2017 és el successor de l'Agència Valenciana de Mobilitat en aquesta zona. Qualsevol municipi amb transport urbà pot adherir-se a canvi de cedir les seues competències al consorci.
Per finançar-se, aquesta entitat opta pel contracte programa, que és una subvenció que l'Estat ofereix a les autoritats metropolitanes per tal d'impulsar el transport públic. El llavors president de la Generalitat, Francisco Camps, va renunciar a aquesta subvenció per la qual s'estima una pèrdua en aquest àmbit de 350 milions d'euros durant deu anys.

## Història
Al novembre de 2015 els seixanta municipis de l'àrea metropolitana de València i el Consell van signar una declaració institucional per impulsar un nou ens que coordine el transport públic metropolità. El 25 de juliol de 2016, la Comissió Institucional aprova la proposta de crear l'Autoritat Metropolitana de Transport.
En 14 d'octubre de 2016 es coneix que el Ministeri d'Hisenda i Administracions Públiques, a càrrec del ministre en funcions Cristóbal Montoro, denega la petició del Consell d'una subvenció de 38 milions d'euros per al transport metropolità mitjançant els Pressupostos Generals de l'Estat, tal com tenen Madrid, Barcelona i Canàries.
L'1 de gener de 2017 entra en vigor la llei que regula la creació de l'Autoritat de Transport Metropolità de València. El setembre de 2017 María Pérez Herrero fou elegida pel Consell de la Generalitat Valenciana com a la nova directora gerent., càrrec que mantindria fins a l'any 2019. L'agost de 2020 és triat Manuel Martínez Grau com a president de l'entitat.
Encara que un dels objectius de l'entitat és la de coordinar i captar subvencions que ajuden a sufragar el servei públic de transport, la situació d'infrafinançament és encara palesa. Els Pressupostos Generals de l'Estat per al 2018, els primers després de la creació de l'ens, destinaren zero diners per al transport metropolità de València, igual que en els anteriors. Com a protesta, una gran part dels representants dels municipis de l'àrea metropolitana de València, junt amb la directora gerent de l'ATMV, anaren a protestar a les portes de la seu del Ministeri d'Hisenda espanyol, a Madrid, a principis d'abril d'aquell any. Aquesta protesta demanava un mínim de 38 milions d'euros i fou contestada per part de la secretaria general de Finançament Autonòmic i Local dient que «la protesta arriba massa tard» respecte del termini d'esmenes «ja passat», contestació que no considerà les diverses cartes enviades des del govern valencià amb anterioritat. El partit polític Ciudadanos presentà més tard a la protesta, pel 27 d'abril, una esmena reclamant 10 milions d'euros, una quantitat inferior.

## Competències

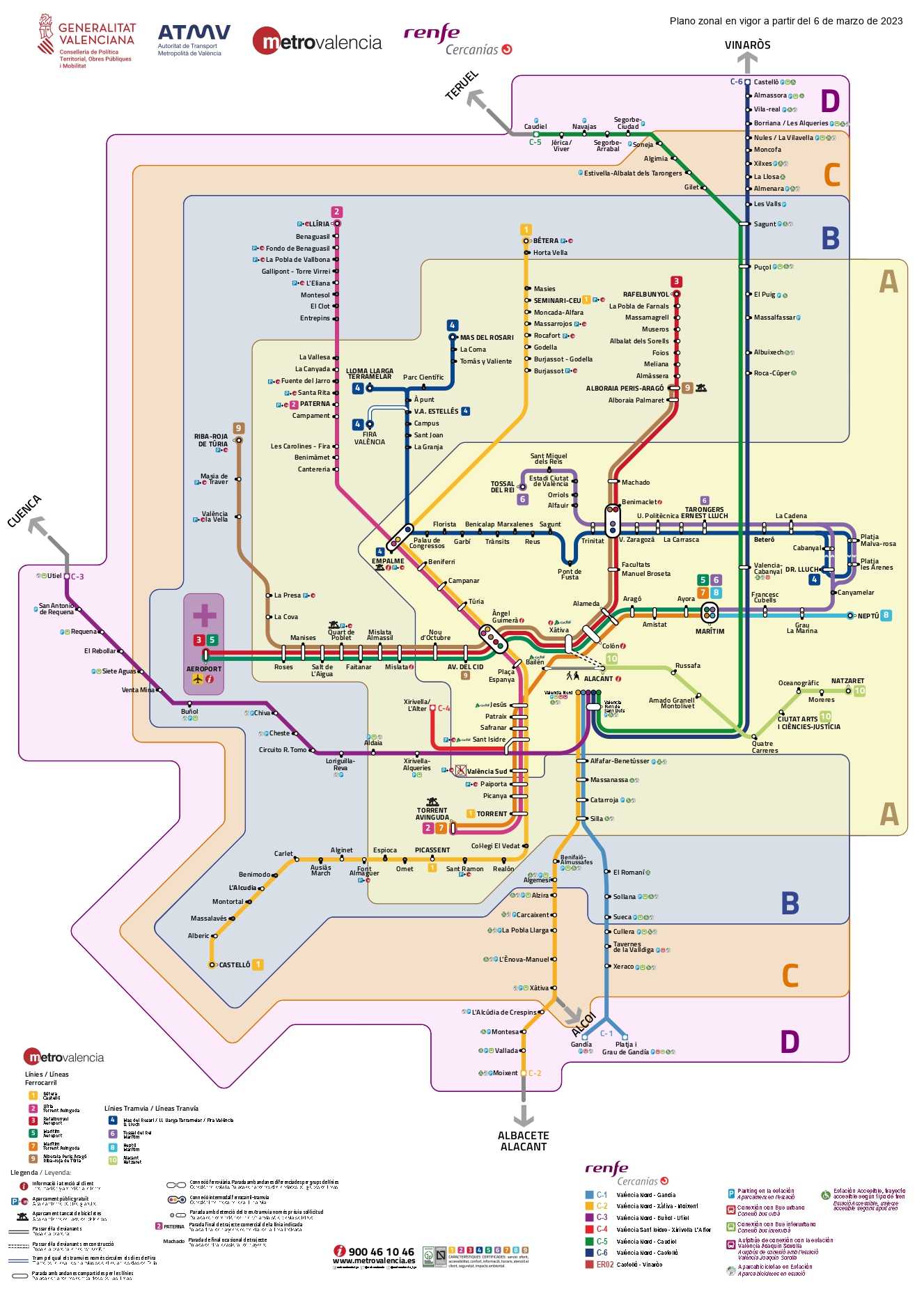
Plànol zonal de l'ATMV

Les competències de l'autoritat es defineixen a través del Decret 81/2017, de 23 de juny, del Consell, pel qual s'aprova el Reglament de l'Autoritat de Transport Metropolità de València.
- Planificació de les infraestructures per al transport públic de viatgers.
- Planificació de xarxes i serveis de transport públic de viatgers, inclosa l'elaboració dels plans metropolitans de mobilitat sostenible del seu àmbit territorial, així com el seguiment, control i avaluació d'aquests.
- Subscripció i control dels contractes de serveis públic de transport de viatgers.
- Gestió administrativa dels serveis de transport.
- Disseny i aprovació del règim tarifari.
- Subscripció de contractes-programa amb els operadors de transport i el control del compliment d'aquests.
- Subscripció de convenis o contractes-programa amb altres administracions públiques per al desenvolupament de les seues competències i, especialment, per al finançament del sistema de transport.
- Les relatives a informació a l'usuari, publicitat i qualitat dels serveis.
- Col·laboració i coordinació amb les administracions públiques en matèria d'activitat inversora en infraestructures de transport, ordenació del territori i gestió de tràfic i de circulació.
- Altres funcions atribuïdes en el reglament.

## Estructura organitzativa

### Consell d'Administració
Formada pel conseller i el director de la Conselleria d'Habitatge, Obres Públiques i Vertebració del Territori; per un representant de la Conselleria d'Hisenda; pels alcaldes dels municipis obligats a tenir transport urbà, que són els que tenen més de 50.000 habitants; i per un representant de la Federació Valenciana de Municipis i Províncies (FVMP) per donar veu a la resta dels municipis.
| Àmbit     | Àmbit         | Institució                                                           | Representant                                 |
| --------- | ------------- | -------------------------------------------------------------------- | -------------------------------------------- |
| Autonòmic | Autonòmic     | Conselleria d'Habitatge, Obres Públiques i Vertebració del Territori | Arcadi España García (Conseller)             |
| Autonòmic | Autonòmic     | Conselleria d'Habitatge, Obres Públiques i Vertebració del Territori | Carlos Domingo Soler (Director)              |
| Autonòmic | Autonòmic     | Conselleria d'Hisenda                                                | Vicent Soler i Marco (Conseller)             |
| Municipal | > 50.000 hab. | Ajuntament de València                                               | Joan Ribó i Canut (Alcalde)                  |
| Municipal | > 50.000 hab. | Ajuntament de Torrent                                                | Juan Jesús Ros (Alcalde)                     |
| Municipal | > 50.000 hab. | Ajuntament de Paterna                                                | Juan Antonio Sagredo (Alcalde)               |
| Municipal | < 50.000 hab. | Federació Valenciana de Municipis i Províncies                       | Carlos Fernández Bielsa (Alcalde de Mislata) |

### Direcció-Gerència
La Direcció-Gerència és l'òrgan executiu de gestió ordinària de l'organisme. El seu nomenament correspon al Consell, a proposta del titular de la Conselleria de Política Territorial, Obres Públiques i Mobilitat —actualment Arcadi España García, havent de recaure en una persona de «reconeguda solvència professional en matèria de transport de viatgers».

### Comissió Executiva
Formada per tres tècnics de la Generalitat, dos de l'Ajuntament de València, un de cada operador de transport (EMT i FGV) i un designat per la Federació Valenciana de Municipis i Províncies (FVMP).

## Economia
El pressupost de l'organisme forma part dels Pressupostos de la Generalitat. Aquest consorci compta amb patrimoni propi, integrat pel conjunt de béns i drets que li són adscrits per la Generalitat o per qualsevol altra Administració pública, així com els que, per qualsevol títol, poguera adquirir. El règim pressupostari, economico-financer, de comptabilitat i de control és l'establert per als organismes autònoms en la normativa reguladora de la hisenda pública de la Generalitat.

### Finançament
- Amb les aportacions dels usuaris al sistema de transport.
- Mitjançant les transferències de la Generalitat i d'altres administracions públiques.
- Per mitjà dels ingressos que obtinga en l'exercici de la seua activitat.
- Per donacions o herències.

### Normativa
«Capítol XXVIII de la Llei 13/2016, de 29 de desembre, de mesures fiscals, de gestió administrativa i financera, i d'organització de la Generalitat. » (PDF). Diari Oficial de la Generalitat Valenciana, 7948, 31-12-2016 [Consulta: 11 març 2017].